# Suka Negeri (Banding Agung)
Suka Negeri is een bestuurslaag in het regentschap Ogan Komering Ulu Selatan van de provincie Zuid-Sumatra, Indonesië. Suka Negeri telt 592 inwoners (volkstelling 2010).